# 蔡朴 (嘉靖進士)
蔡朴（1515年—？），字子初，直隸河間府滄州人，竈籍，明朝政治人物。

## 生平
嘉靖二十二年（1543年）癸卯科順天府鄉試第一百十五名舉人。嘉靖二十三年（1544年）中式甲辰科會試第一百二十三名，登第三甲第五十五名進士。授河南阳武县知县，擢監察御史，三十一年任巡按直隶宣大御史。三十五年三月考察去职。

## 家族
曾祖蔡祥，知州；祖父蔡英；父蔡汶，母顧氏。具庆下。兄蔡恭。弟蔡栻。